# アブダビグランプリ
アブダビグランプリ（アブダビGP, 英: Abu Dhabi Grand Prix, アラビア語: أبوظبي سباق الجائزة الكبرى）はアラブ首長国連邦 (UAE) のアブダビのヤス・マリーナ・サーキットで2009年に初開催されたF1レースの1戦。首都名を冠しているが、UAEで開催される唯一のグランプリである。

## 概要
2008年6月のF1フェスティバルで開催が発表され、開催初年度の2009年はF1最終戦として開催された。翌2010年も最終戦として開催されたが、2011年から2013年の間は最終戦の一つないし二つ前のレースとして開催されていた。しかし、2014年以降は最終戦での開催が続いている。
開催期間に関しては、2014年11月に2016年までの開催契約を複数年延長することを発表。2021年12月には2030年までの開催契約を締結したことが発表され、契約上は2030年まで開催される予定である。
グランプリの主催者はBBCの取材に、将来、ナイトレースの開催の可能性があると語っていた。2009年は現地時間夕方の午後5時からレースを開始する「トワイライトレース」という形になった。レース後半は日が落ちるためナイトレースに対応する照明設備を備えている。
冠スポンサーをエティハド航空が務めており、大会名は「FORMULA 1 ETIHAD AIRWAYS ABU DHABI GRAND PRIX」となる。

## 特筆すべきレース
前述した通り、2009-2010年及び2014年以降はシーズン最終戦として開催されていることから、チャンピオン決定の舞台となる年が多い。また、2015年以降はポールポジションを獲得したドライバーが勝利を挙げる「ポール・トゥ・ウィン」のレースが続いている。
- 2010年 - ランキング首位のフェルナンド・アロンソ（フェラーリ）、2位マーク・ウェバー、3位セバスチャン・ベッテル（ともにレッドブル）、4位ルイス・ハミルトン（マクラーレン）の4人にチャンピオン獲得の可能性が残る中迎えたレースはベッテルがポール・トゥ・ウィンで制し、23歳134日の史上最年少チャンピオンが誕生した[7]。

- 2014年 - ハミルトンとニコ・ロズベルグのメルセデス勢によるチャンピオン争いは、ポールポジションを獲得したロズベルグがマシントラブルでポイント圏外まで後退する一方、好スタートを切ったハミルトンがレースを制し、2008年以来2度目のチャンピオンを決めた[8]。また、この年から最終戦のみポイントを通常[注 2]の2倍[注 3]与えられることになり[9]、フェリペ・マッサとバルテリ・ボッタスのウィリアムズ勢が表彰台を獲得したことにより、ウィリアムズは66点という1レースにおける史上最多ポイントを獲得した[10]。なお、最終戦のみポイント2倍のルールは不評だったこともあり1年で廃止されたため、ポイントが通常の2倍となったのはこのレースのみとなった[11]。

- 2016年 - この年もハミルトンとロズベルグのメルセデス勢によるチャンピオン争いとなったが、2014年と異なりロズベルグがハミルトンをリードし、ロズベルグは3位以上になればハミルトンの結果に関係なくチャンピオンを獲得できる状況であった。ハミルトンはポール・トゥ・ウィンでレースを制したが、2位につけるロズベルグに対しあえてペースを落とす走りで後方のドライバーにオーバーテイクさせてチャンピオン圏外の4位以下に順位を落とす作戦を取るも、ロズベルグは2位を守りきって初のチャンピオンを獲得し[12]、5日後に引退を表明した[13]。

- 2021年 - マックス・フェルスタッペン（レッドブル）とハミルトン（メルセデス）が1974年のエマーソン・フィッティパルディとクレイ・レガツォーニ以来F1史上2度目となる2人のドライバーが同点で迎える最終戦となった。ポールポジションはフェルスタッペンが獲得するが、スタートでハミルトンの先行を許し、その後もハミルトンが優位を保ったままレースは続いた。ところが、レース終盤にニコラス・ラティフィ（ウィリアムズ）がクラッシュしたことによりセーフティカーが導入されてから状況が一変する。フェルスタッペンはソフトタイヤに交換するが、首位をキープしたいハミルトンはハードタイヤのままステイを選択。ハミルトンとフェルスタッペンの間にいた周回遅れの5台を同一ラップに戻した後、最終ラップでセーフティカーが解除された。残り1周の一騎打ちはタイヤの優位性もあり、フェルスタッペンがハミルトンをオーバーテイクして勝敗が決し、フェルスタッペンが初のチャンピオンを獲得、ハミルトンはミハエル・シューマッハを抜く8度目のチャンピオンを残り1周で逸した[14]。ホンダエンジン（パワーユニット）を使用するドライバーがチャンピオンになったのは1991年のアイルトン・セナ以来30年ぶりで、このレースをもって第4期活動を終了するホンダは有終の美を飾った[15]。

- 2024年 - マクラーレンとフェラーリのコンストラクターズチャンピオン争いとなったこの年のレースは、マクラーレンのランド・ノリスがポール・トゥ・ウィンでフェラーリ勢を退け、マクラーレンが26年ぶりのチャンピオンを獲得した[16]。

## 過去の結果と開催サーキット
| 年    | 決勝日   | ラウンド | サーキット     | 勝者                       | コンストラクター        | 結果 |
| ----- | -------- | -------- | -------------- | -------------------------- | ----------------------- | ---- |
| 2009  | 11月01日 | 17       | ヤス・マリーナ | セバスチャン・ベッテル     | レッドブル-ルノー       | 詳細 |
| 2010  | 11月14日 | 19       | ヤス・マリーナ | セバスチャン・ベッテル     | レッドブル-ルノー       | 詳細 |
| 2011  | 11月13日 | 18       | ヤス・マリーナ | ルイス・ハミルトン         | マクラーレン-メルセデス | 詳細 |
| 2012  | 11月05日 | 18       | ヤス・マリーナ | キミ・ライコネン           | ロータス-ルノー         | 詳細 |
| 2013  | 11月03日 | 17       | ヤス・マリーナ | セバスチャン・ベッテル     | レッドブル-ルノー       | 詳細 |
| 2014  | 11月23日 | 19       | ヤス・マリーナ | ルイス・ハミルトン         | メルセデス              | 詳細 |
| 2015  | 11月29日 | 19       | ヤス・マリーナ | ニコ・ロズベルグ           | メルセデス              | 詳細 |
| 2016  | 11月27日 | 21       | ヤス・マリーナ | ルイス・ハミルトン         | メルセデス              | 詳細 |
| 2017  | 11月26日 | 20       | ヤス・マリーナ | バルテリ・ボッタス         | メルセデス              | 詳細 |
| 2018  | 11月25日 | 21       | ヤス・マリーナ | ルイス・ハミルトン         | メルセデス              | 詳細 |
| 2019  | 12月01日 | 21       | ヤス・マリーナ | ルイス・ハミルトン         | メルセデス              | 詳細 |
| 2020  | 12月13日 | 17       | ヤス・マリーナ | マックス・フェルスタッペン | レッドブル-ホンダ       | 詳細 |
| 2021  | 12月12日 | 22       | ヤス・マリーナ | マックス・フェルスタッペン | レッドブル-ホンダ       | 詳細 |
| 2022  | 11月20日 | 22       | ヤス・マリーナ | マックス・フェルスタッペン | レッドブル-RBPT         | 詳細 |
| 2023  | 11月26日 | 23       | ヤス・マリーナ | マックス・フェルスタッペン | レッドブル-ホンダ・RBPT | 詳細 |
| 2024  | 12月08日 | 24       | ヤス・マリーナ | ランド・ノリス             | マクラーレン-メルセデス | 詳細 |
| 出典: |          |          |                |                            |                         |      |

### 開催されたサーキット

ヤス・マリーナ（2009-2020）
ヤス・マリーナ（2021-）

## 優勝回数
複数回勝利を挙げた者のみ対象とする。

### ドライバー
| 回数  | ドライバー                 | 優勝年                       |
| ----- | -------------------------- | ---------------------------- |
| 5     | ルイス・ハミルトン         | 2011, 2014, 2016, 2018, 2019 |
| 4     | マックス・フェルスタッペン | 2020, 2021, 2022, 2023       |
| 3     | セバスチャン・ベッテル     | 2009, 2010, 2013             |
| 出典: |                            |                              |

- 太字は2025年のF1世界選手権に参戦中のドライバー。

### コンストラクター
| 回数  | コンストラクター | 優勝年                                   |
| ----- | ---------------- | ---------------------------------------- |
| 7     | レッドブル       | 2009, 2010, 2013, 2020, 2021, 2022, 2023 |
| 6     | メルセデス       | 2014, 2015, 2016, 2017, 2018, 2019       |
| 2     | マクラーレン     | 2011, 2024                               |
| 出典: |                  |                                          |

- 太字は2025年のF1世界選手権に参戦中のコンストラクター。

### エンジン
| 回数  | メーカー   | 優勝年                                         |
| ----- | ---------- | ---------------------------------------------- |
| 8     | メルセデス | 2011, 2014, 2015, 2016, 2017, 2018, 2019, 2024 |
| 4     | ルノー     | 2009, 2010, 2012, 2013                         |
| 2     | ホンダ     | 2020, 2021                                     |
| 出典: |            |                                                |

- 太字は2025年のF1世界選手権に参戦中のメーカー。

1. ↑  2022-2025年にホンダ・レーシング(HRC)が製造しているRBPT及びホンダ・RBPTと記録は別扱い。